# Kragenbär
Der Kragenbär, Asiatische Schwarzbär, Mondbär oder Tibetbär (Ursus thibetanus) ist eine Raubtierart aus der Familie der Bären (Ursidae). Er ist in Asien beheimatet und ein enger Verwandter des Amerikanischen Schwarzbären.

## Merkmale
Im Gegensatz zum Amerikanischen Schwarzbären, der oft in verschiedenen Brauntönen gefärbt sein kann, ist der Asiatische Schwarzbär meist schwarz gefärbt; bräunliche Exemplare sind sehr selten. Auffälliges Kennzeichen ist eine sichelförmige, weiße Fellfärbung auf der Brust, die ihm den Namen Mondbär verlieh. Den Namen Kragenbär verdankt er den stark verlängerten Haaren im Bereich des Halses. Diese Tiere haben den üblichen kräftigen Körperbau der Bären, der Kopf ist groß und rund und mit kleinen Augen versehen. Die Ohren sind groß und stehen relativ weit auseinander. Die annähernd gleich langen Gliedmaßen sind kräftig, alle Füße tragen fünf Krallen. Wie alle Bären ist der Kragenbär ein Sohlengänger. Die Kopf-Rumpf-Länge dieser Tiere beträgt 120 bis 180 Zentimeter, der Schwanz ist ein 6 bis 10 Zentimeter langer Stummel. Männchen und Weibchen unterscheiden sich deutlich im Gewicht. Während männliche Tiere 110 bis 150 Kilogramm erreichen, wiegen weibliche Tiere nur 65 bis 90 Kilogramm.

## Verbreitung und Lebensraum

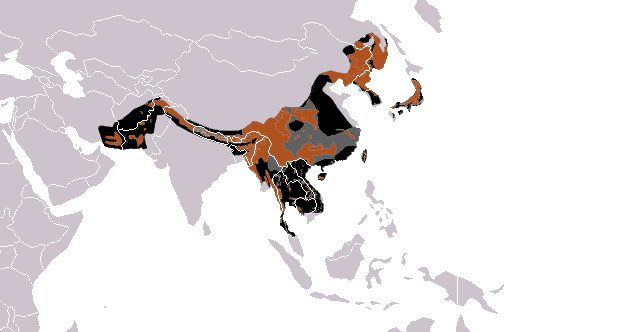
Verbreitungsgebiet des Kragenbären; braun: rezent, schwarz: historisch, dunkelgrau: ungesichert

Der Kragenbär hat ein weites Verbreitungsgebiet über Süd- und Ostasien. Im Westen reicht sein Verbreitungsgebiet bis Afghanistan und den südwestlichen Iran, er bewohnt auch die Himalaya-Region und große Teile Südostasiens, große Teile Chinas einschließlich der vorgelagerten Inseln Hainan und Taiwan, den äußersten Südosten Sibiriens, Korea und Japan (mit Ausnahme der Insel Hokkaidō). Sein Lebensraum sind vorwiegend Wälder, sowohl gemäßigte Laubwälder als auch tropische Regenwälder. Im Sommer leben die Tiere in Höhenlagen von bis zu 3600 Meter, im Winter wandern sie in tiefer gelegene Gebiete mit einer Höhe bis maximal 1500 Meter.

## Lebensweise

### Aktivitätszeiten und Sozialverhalten

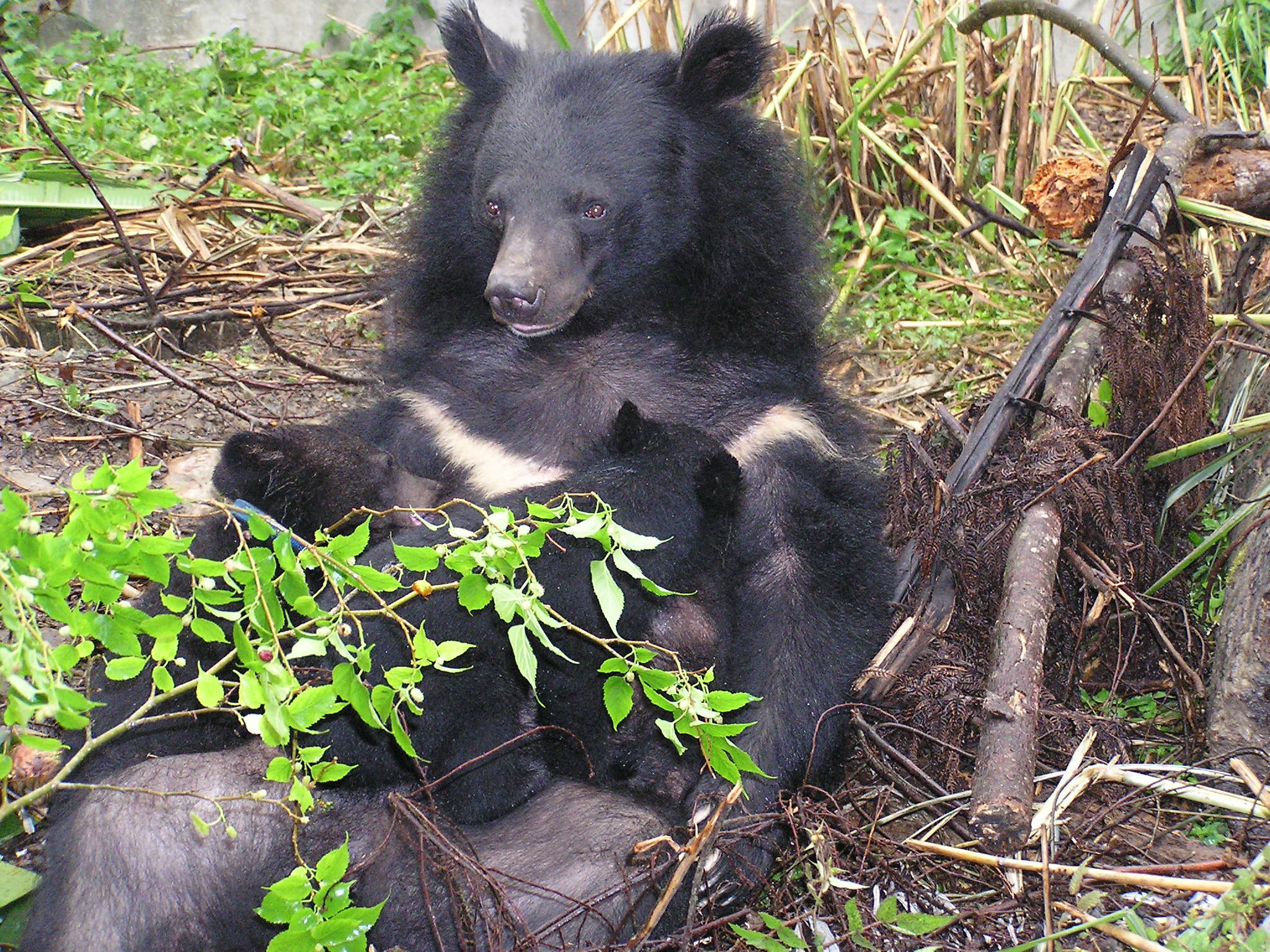
Weiblicher Kragenbär beim Säugen (Taiwanische Unterart)

Kragenbären können sowohl tag- als auch nachtaktiv sein. Sie sind zwar eher bei Nacht unterwegs, in Zeiten mit erhöhtem Nahrungsbedarf jedoch auch tagsüber. Sie bewegen sich meist auf allen vieren am Boden fort, können sich aber auf die Hinterbeine aufrichten, um an Nahrung zu gelangen. Sie können gut klettern und ausgezeichnet schwimmen.
Im überwiegenden Teil ihres Verbreitungsgebietes, aber nicht im Süden, halten sie einen Winterschlaf. Dazu fressen sie sich im Spätsommer und Herbst einen Fettvorrat an und ziehen sich dann in einen Bau zurück. Während Atemfrequenz und Herzschlag deutlich zurückgehen, sinkt die Körpertemperatur nur leicht. Außerdem erwachen sie von Zeit zu Zeit und begeben sich bei wärmeren Perioden zwischendurch auf Nahrungssuche.
Kragenbären sind außerhalb der Paarungszeit Einzelgänger. Ihre Reviergröße variiert stark je nach Nahrungsangebot, ist aber deutlich kleiner als die der Braunbären.

### Ernährung
Kragenbären sind Allesfresser, ernähren sich aber hauptsächlich von Pflanzen. Sie suchen nach Nüssen, Eicheln, Beeren und Obst. Daneben fressen sie Insekten und deren Larven und kleinere Wirbeltiere. Manchmal verzehren sie auch Aas. Nur ausnahmsweise machen sie auch Jagd auf größere Säugetiere wie Hirsche, Schafe oder sogar Wasserbüffel.

### Fortpflanzung

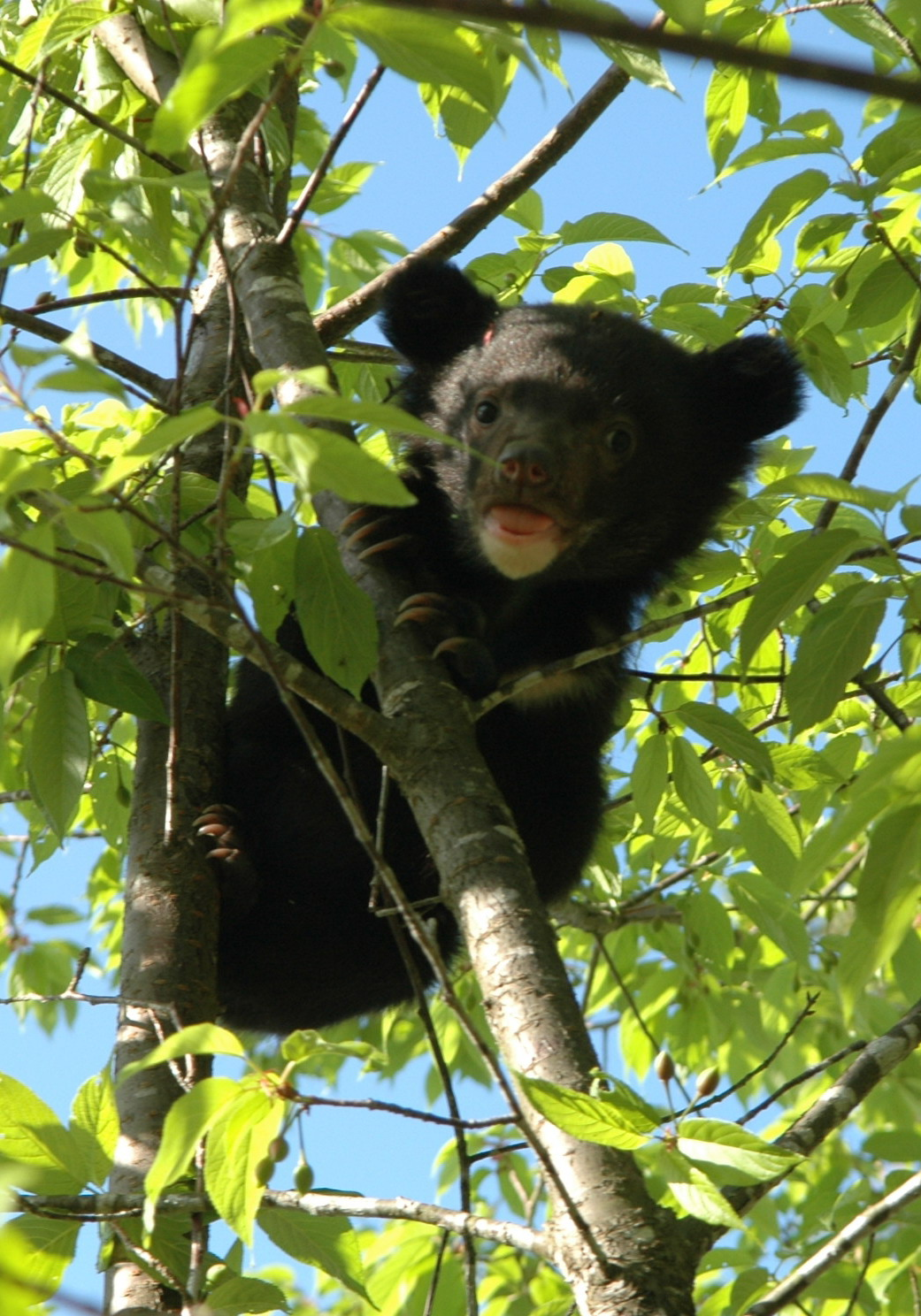
Junger Kragenbär in einem Baum

Die Paarungszeit unterscheidet sich deutlich je nach Region: in Sibirien findet sie im Juni oder Juli statt, in Pakistan im Oktober. Die Geburten fallen trotzdem überall in die Monate Februar bis März. Der Grund für die scheinbar längere Tragzeit im Norden ist die verzögerte Einnistung, die auch bei anderen Bären beobachtet werden kann: Die befruchtete Eizelle hält sich oft monatelang im Uterus auf, bevor sie sich einnistet. Die Wurfgröße beträgt meist zwei Jungtiere; diese sind wie bei allen Bären ausgesprochen klein und wiegen nur rund 300 bis 450 Gramm. Nach einer Woche öffnen sie die Augen, und nach rund drei Monaten werden sie entwöhnt, bleiben aber noch zwei bis drei Jahre bei der Mutter. Die Geschlechtsreife erreichen sie mit etwa drei Jahren. Über die Lebenserwartung ist wenig bekannt, das Höchstalter eines Tieres in menschlicher Obhut betrug 43 Jahre.

## Mensch und Kragenbär

### Bärengalle (Gallenflüssigkeit)
Vielen Kragenbären wird zum Verhängnis, dass in der chinesischen Volksmedizin seit 3000 Jahren ihrer Gallenflüssigkeit (Bärengalle) eine heilsame Wirkung zugeschrieben wird. Der Wirkstoff ist die Ursodeoxycholsäure (UDCA). Obwohl er seit 1955 auch im Labor hergestellt werden kann, gibt es in China, Vietnam und Korea seit etwa 1970 Bärenfarmen, in denen die Bären in engen Käfigen bewegungsunfähig eingesperrt sind. Über einen Katheter wird ihnen täglich bis zu 100 ml Gallenflüssigkeit entnommen. Etwa 10.000 Kragenbären sollen so gehalten werden, manche sind bereits seit mehr als 20 Jahren in den Käfigen eingesperrt. Über 100 US-Dollar kosten wenige Gramm Bärengalle. Aus der gewonnenen Galle wird, vermischt mit Baijiu, auch ein Wein hergestellt: der chinesische Xiongdan jiu (chinesisch 熊膽酒 / 熊胆酒, englisch bear gall wine).
Diese Verfahrensweise ist ganz besonders von Tierschützern attackiert worden. Inzwischen gibt es in China Organisationen wie die Animals Asia Foundation, die sich die Befreiung der Kragenbären zur Aufgabe gemacht haben. In den letzten Jahren wurden über 200 Kragenbären befreit. Sie benötigen allerdings nach einer solchen Befreiung intensive medizinische Betreuung, da die Muskeln durch den Bewegungsmangel atrophieren und das Verhalten gestört ist. Vielen Bären fehlen Gliedmaßen, einige sind hirngeschädigt. Ein Großteil der befreiten Bären stirbt über kurz oder lang an Leberkrebs, verursacht durch das jahrelange Galleabzapfen.

### Bedrohung in freier Natur
In freier Natur zählen die Zerstörung ihres Lebensraums und die Bejagung zu den Hauptgefahren. Gründe für die Jagd sind einerseits der Jagdsport, andererseits die Sicht des Kragenbären als Nahrungskonkurrenten, der Weidetiere reißt und manchmal auch Menschen angreift. Auch werden viele Tiere gefangen, um sie in Bärenfarmen zu halten und an ihre Gallenflüssigkeit zu gelangen.
In Teilen ihres Verbreitungsgebietes (Pakistan, Bangladesch, Korea) stehen sie am Rand der Ausrottung. Insgesamt listet die IUCN den Kragenbären als gefährdet (vulnerable). Es gibt mehrere Bärenschutz-Einrichtungen in Asien, in denen befreite Gallebären artgerechter gehalten werden.

### Gefährlichkeit für den Menschen
Angriffe auf Menschen kommen vor, gelegentlich auch mit tödlichem Ausgang. Kragenbären gelten jedoch als weniger aggressiv als beispielsweise Braunbären oder die ebenfalls in Asien heimischen Lippenbären.

## Systematik
Schwestertaxon des Kragenbären ist der Amerikanische Schwarzbär, der in seinem Äußeren und seiner Lebensweise große Parallelen zu ihm aufweist. Zusammen mit einigen anderen Arten wie dem Braun- und dem Eisbären bilden sie die Gattung Ursus innerhalb der Bären (Ursidae).

### Unterarten

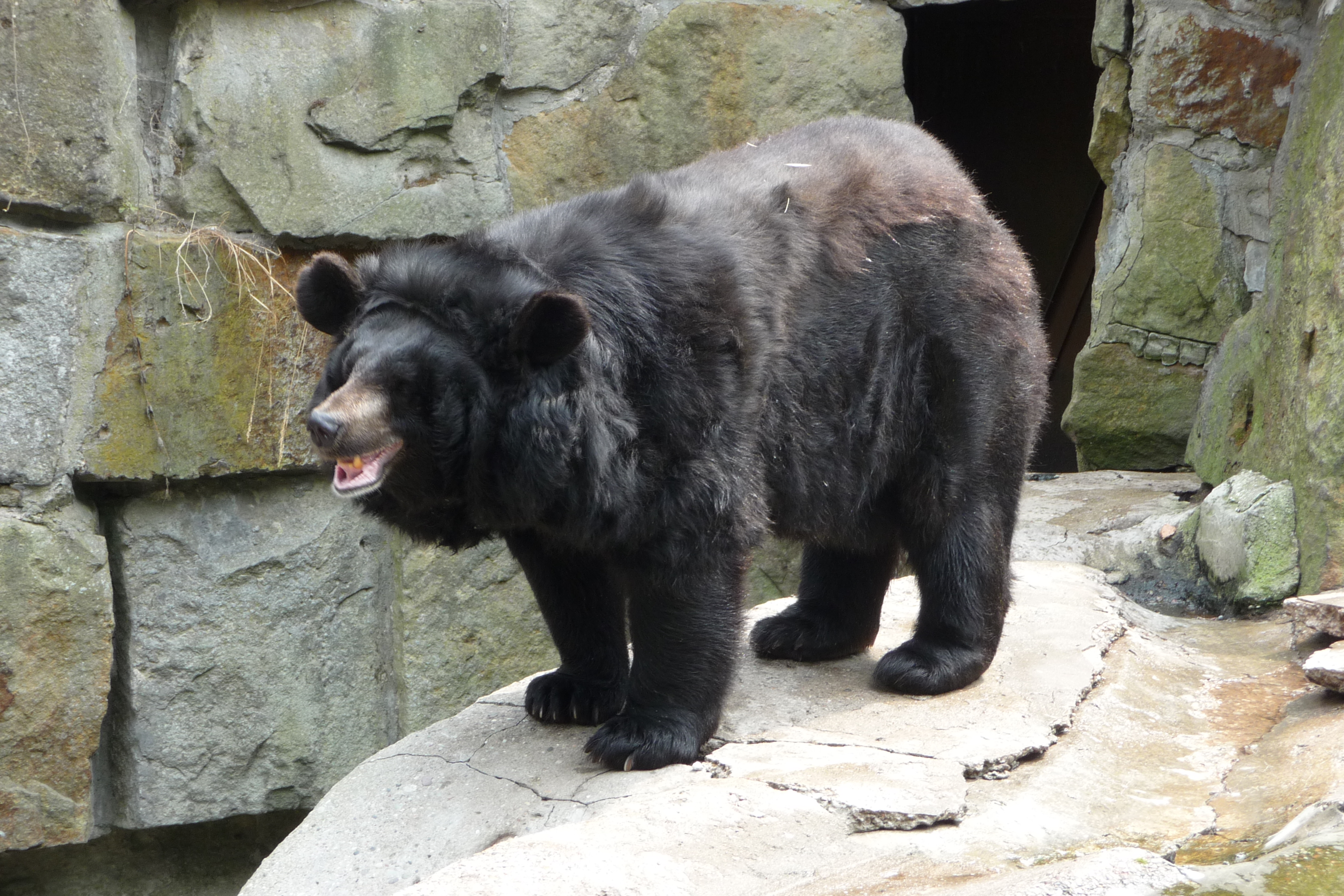
Ussurischer Kragenbär (U. t. ussuricus)

Folgende sieben Unterarten des Kragenbären werden unterschieden:
- Taiwanischer Schwarzbär (Ursus thibetanus formosanus) auf Taiwan
- Ursus thibetanus gedrosianus in Iran und Pakistan. Diese Unterart steht am Rand der Ausrottung und gilt laut IUCN als stark bedroht.
- Ursus thibetanus japonicus in Japan
- Ursus thibetanus laniger in Afghanistan und Südchina
- Ursus thibetanus mupinensis im südwestlichen China
- Ursus thibetanus thibetanus in der Himalaya-Region und Südostasien
- Ursus thibetanus ussuricus in Südost-Sibirien, Nordchina und Korea

Zwei weitere Unterarten waren bis ins späte Pleistozän in Europa und Westasien verbreitet. Diese waren Ursus thibetanus mediterraneus in Westeuropa und dem Kaukasus sowie Ursus thibetanus permjak in Osteuropa, insbesondere dem Uralgebirge. Fossilfunde des Kragenbären sind darüber hinaus aus Südsibirien (Baikalseegebiet) bekannt.